# Timex Sinclair 2050
Timex Sinclair 2050 je modem k počítačům  Timex Sinclair 1000/1500 a Timex Sinclair 2068. Nicméně dříve než došlo k jeho výrobě, společnost Timex Sinclair se stáhla z počítačového trhu, takže modem byl nakonec vyráběn společností Westridge Communications pod názvem Westridge 2050. Pouze malá série modemů je označena logem Timex Sinclair 2050.
Timex Sinclair 2050 nemá ekvivalentní protějšek vyráběný společností Sinclair Research.
Společně s modemem byla dodávána kazeta s ovladači, jak pro Timex Sinclair 1000/1500, tak pro Timex Sinclair 2068.
Protože modem byl pomalý, řada uživatelů si ho upravila na sériový port, ke kterému bylo možné připojit rychlejší modem a i další sériová zařízení.

## Technické informace
- sériový čip: 8251,
- přenosová rychlost: 300 Baudů.